# Löffel (Heraldik)

Wappen mit gekreuzten Löffeln Löffingen

Der Löffel ist in der Heraldik eine gemeine Wappenfigur und ist selten im Wappen.
Der Löffel wird häufig paarig dargestellt und dann in der gekreuzten Form eines Andreaskreuzes. Die Wappenfigur eignet sich zum redenden Wappen (Löffingen). Im Wappen des Adelsgeschlechtes Lepel ist die Wappenfigur ins Oberwappen gekommen und neun Löffel über den Helm mit Schild als Kleinod sind fächerförmig gestellt. Lepel ist die niederdeutsche Variante des Löffels. Im Amt Südtondern steckt ein Löffel im Grütztopf. Im Wappen von Berndorf (Niederösterreich) hält ein Bär den Löffel.
Für die Wappenfigur gelten die heraldischen Regeln.